# Zero Escape: Virtue's Last Reward
Zero Escape: Virtue's Last Reward (極限脱出ADV 善人シボウデス Kyokugen Dasshutsu Adobenchā Zennin Shibō Desu?) är ett visuell roman-äventyrsspel i genrerna hård science fiction och thriller, som utvecklades och gavs ut av Chunsoft till Nintendo 3DS och Playstation Vita.
Aksys Games lokaliserade och gav ut spelet för den nordamerikanska marknaden; Rising Star Games använde sig av Aksys lokalisering för de europeiska och australiska utgåvorna. Spelet släpptes den 16 februari 2012 i Japan, den 23 oktober 2012 i Nordamerika, och i november 2012 i Europa och Australien.
Virtue's Last Reward är den andra delen i Zero Escape-serien, och är en uppföljare till Nintendo DS-spelet 999: Nine Hours, Nine Persons, Nine Doors. Det producerades av samma personer som de bakom 999, inklusive författaren och regissören Kotaro Uchikoshi och figurdesignern Kinu Nishimura.
All dialog i spelets visuell roman-sektioner, utom huvudfiguren Sigmas dialog, är röstskådespelad (på både engelska och japanska i den amerikanska versionen, och enbart japanska i övriga versioner), och miljöer och figurer är renderade i 3D, till skillnad från 999 som använder sig av sprites.

## Röster
| Roll      | Japansk röst     | Engelsk röst      |
| --------- | ---------------- | ----------------- |
| Sigma     | Kōsuke Toriumi   | Troy Baker        |
| Luna      | Mamiko Noto      | Laura Bailey      |
| Dio       | Yoshimasa Hosoya | Liam O'Brien      |
| Phi       | Chiaki Omigawa   | Karen Strassman   |
| Tenmyouji | Rokuro Naya      | J. B. Blanc       |
| Alice     | Atsuko Tanaka    | Tara Platt        |
| Clover    | Yukari Tamura    | Wendee Lee        |
| Quark     | Rie Kugimiya     | Erin Fitzgerald   |
| Zero III  | Tarako Isono     | Cindy Robinson    |
| K         | Daisuke Ono      | Travis Willingham |

## Mottagande
| Mottagande      | Mottagande                                                   |
| Samlingsbetyg   | Samlingsbetyg                                                |
| Tjänst          | Betyg                                                        |
| --------------- | ------------------------------------------------------------ |
| Gamerankings    | 86.75% (12 recensioner) (3DS) 85.56% (24 recensioner) (Vita) |
| Metacritic      | 88/100 (15 recensioner) (3DS) 84/100 (32 recensioner) (Vita) |
| Recensionsbetyg |                                                              |
| Publikation     | Betyg                                                        |
| 1UP.com         | A-                                                           |
| Eurogamer       | 7/10                                                         |
| Famitsu         | 34/40                                                        |
| Game Informer   | 8.75/10                                                      |
| Game Revolution | 9.0/10                                                       |
| Gamespot        | 8.5/10                                                       |
| Gametrailers    | 9,3/10                                                       |
| IGN             | 9.5/10                                                       |
| Destructoid     | 9.5/10                                                       |
| EGM             | 9.0/10                                                       |

### Utmärkelser
| År   | Pris                                                        | Resultat  | Källa  |
| ---- | ----------------------------------------------------------- | --------- | ------ |
| 2012 | Gamespot – Handheld Game of the Year 2012                   | Vann      | [ 18 ] |
| 2012 | Gamespot – Game of the Year 2012                            | Nominerad | [ 19 ] |
| 2012 | Game Music Online – Best Score – Contemporary / Alternative | Nominerad | [ 20 ] |
| 2012 | IGN – Best 3DS/DS Story of 2012                             | Vann      | [ 21 ] |
| 2012 | RPGFan – Best Graphic Adventure of 2012                     | Vann      | [ 22 ] |
| 2012 | RPGFan – Best Story of 2012                                 | Vann      | [ 23 ] |
| 2012 | Game Developers Choice Awards – Best Narrative 2012         | Nominerad | [ 24 ] |
| 2012 | Kotaku – Game of the Year 2012                              | Nominerad | [ 25 ] |

## Musik
| 1.           | Virtue's Last Reward ~Orchestra~ | 2:54  |
| 2.           | Ambidexterity                    | 4:36  |
| 3.           | Lounge                           | 4:14  |
| 4.           | Dispensary                       | 3:46  |
| 5.           | Cabin                            | 3:50  |
| 6.           | Gaulem                           | 4:02  |
| 7.           | Recreation                       | 4:55  |
| 8.           | Pantry                           | 4:29  |
| 9.           | Decompression                    | 4:00  |
| 10.          | Biology                          | 4:33  |
| 11.          | Treatment                        | 4:11  |
| 12.          | Biotope                          | 3:51  |
| 13.          | Data                             | 4:14  |
| 14.          | Annihilation                     | 4:37  |
| 15.          | Monitor                          | 4:44  |
| 16.          | Director                         | 4:52  |
| 17.          | Q                                | 5:33  |
| Total längd: | Total längd:                     | 73:21 |

| 1.           | Sinisterness                 | 2:38  |
| 2.           | Placidity                    | 4:17  |
| 3.           | Eeriness                     | 5:22  |
| 4.           | Strain                       | 5:36  |
| 5.           | Consternation                | 4:51  |
| 6.           | Desperation                  | 4:40  |
| 7.           | Anxiousness                  | 4:17  |
| 8.           | Portentousness               | 2:39  |
| 9.           | GLTM-KM506                   | 4:19  |
| 10.          | Confession                   | 4:21  |
| 11.          | Clarification                | 4:28  |
| 12.          | Sublimity                    | 4:50  |
| 13.          | Divulgation                  | 4:36  |
| 14.          | Demise                       | 4:59  |
| 15.          | Blue Bird Lamentation        | 3:14  |
| 16.          | Virtue's Last Reward ~Piano~ | 2:53  |
| Total längd: | Total längd:                 | 68:00 |

### Fotnoter
1. ↑  Spelets engelska titel är en sammansättning av de engelska uttrycken "virtue is its own reward" (dygden är sin egen belöning) och "gone to his last reward" (betyder att personen uttrycket används om har avlidit). Tanken var att titeln både kan betyda att "död är den enda belöningen för att vara dygdig" och att "att vara dygdig kommer till slut att vara belönande".[1]
2. ↑  Spelets japanska titel är en ordlek. Kyokugen Dasshutsu Adobenchā betyder "extremt flyktäventyr". Zennin betyder "goda människor", Shibō kan läsas som "önskar" (志望?), och desu kan läsas som den artiga kopulan (です?); Shibō är dock även uttalet för det japanska ordet för "död" (死亡?), och desu är också hur det engelska ordet för död, "death", uttalas på japanska. Spelets titel kan alltså både betyda att "goda människor kommer att dö" och att "jag vill bli en god människa".[1]